# Бадачоњтомај
Бадачоњтомај (мађ. Badacsonytomaj) град је у западној Мађарској. Бадачоњтомај је град у оквиру жупаније Веспрем. На територији насеља налази се планина Бадачоњ, коју чине и центар Томај и насеље Бадачоњ, као и насеље Бадачоњ које је највећим делом састављено од објеката за одмор. Бадачоњтомај је статус града добио 1. јула 2004. године. Насеље је првобитно припадало жупанији Зала од времена мађарског краља Сента Иштвана до реорганизације жупаније 1950. године.

## Географија

### Локација
Бадачоњтомај се налази дуж аутопута 71, у западном делу северне обале Балатона, у подножју планине Бадачоњ. Већи део планине Бадачоњ лежи на територији насеља. Административну област насеља чине древни центар села Томаји и Бадачоњерш, као и део насеља Бадачоњ, који се углавном састоји од винограда и винских подрума, кућа, ресторана и празничних зграда, од којих је позната четврт Вигалми.

## Историја
Територија је била насељена већ у античко доба, ископавањима су на површину изашли налази насеља из гвозденог доба, који су налазе на врху самог брда, а пронађени су и остаци келтског насеља. Римљани су овде дефинитивно узгајали грожђе, и тада је било много плантажа на страни брда Бадачоњ.
Пошто није било црквено имање, о селу је сачувано мало записа из средњег века. Давалац имена је био печењез по имену Томај, син Уркунда, ратника из Песенија, који је поседовао област у време Иштвана I. Његов први документовани помен потиче из 1313. године, писан у облик Томаја. У сваком случају, овде је већ 1263. године стајао пустињачки манастир, овај податак оже се наћи у сведочанству бискупа Веспрема Пала. За време турског потчињења његово становништво се смањило, а 1550. године и његова жупа је напуштена, али је према изворима насеље непрекидно насељено. И тада су људи овде живели углавном од виноградарства и воћарства и риболова. Током 18. века постао је популарно одмориште, његово вино је постало популарно, а овде су један за другим грађени подруми и винске куће. Позната је планинска књига и планински закони града. Миклош Серелмеј је 1851. известио о високим зидовима манастира Палош. Године 1887, каноник Иван Адам је посетио и вршио ископавања. Његова студија је објављена 1888. у Археолошком прегледу.
По рођењу грађанске Мађарске, у време првих слободних општинских избора, у септембру 1990. године, за првог градоначелника насеља изабран је Калман Калочи, који је ту функцију обављао до 2002. године.
Експлоатација базалта завршена је 1965. године, али су изглед и животињски свет планине, нажалост, много страдали током пола века рударења. Да би се спречила даља штета, ово подручје је убрзо проглашено округом заштите предела.
Насеље, заједно са деловима насеља Бадачоњорш (раније Кишорш) и Бадацсони (некада Хаблеањ), добило је статус града 1. јула 2004. године.

## Становништво
У време пописа 2011. 87,3% становника рекло је да су Мађари, а 1,8% Немци (12,5% се није изјаснило). 
Верска дистрибуција је била следећа: римокатолици 60,5%, реформисани 2,2%, лутерани 1,2%, неденоминациони 7,4% (28,1% се није изјаснило).